# Anatoli Semenenko
Anatoli Semenenko (en ruso: Анатолий Семененко; 4 de septiembre de 1996) es un deportista ruso que compite en tiro, en la modalidad de tiro al plato. Ganó dos medallas en el Campeonato Europeo de Tiro, en los años 2024 y 2025.

## Palmarés internacional
| Campeonato Europeo | Campeonato Europeo    | Campeonato Europeo | Campeonato Europeo |
| Año                | Lugar                 | Medalla            | Prueba             |
| ------------------ | --------------------- | ------------------ | ------------------ |
| 2024               | Lonato (Italia)       | Medalla de plata   | Skeet              |
| 2025               | Châteauroux (Francia) | Medalla de oro     | Skeet mixto        |